# Simpang Haru
Simpang Haru is een bestuurslaag in het regentschap Padang van de provincie West-Sumatra, Indonesië. Simpang Haru telt 4606 inwoners (volkstelling 2010).